# Molon labé
La frase Molon labé (en grec ΜΟΛΩΝ ΛΑΒΕ, Μολὼν λαβέ), el significat de la qual és 'Vine i agafa-les', és una expressió clàssica de desafiament que, segons Plutarc, Leònides I va pronunciar abans de la Batalla de les Termòpiles i davant la demanda de l'exèrcit aquemènida que els grecs deposessin les seves armes. És un exemple de laconisme.
La font d'aquesta cita atribuïda a Plutarc i inclosa a la seva obra Apophthegmata Laconica, 225c.11, podria no ser d'ell mateix; tanmateix, apareix a Moralia, una col·lecció de treballs atribuïts a aquest autor que no formen part de les seves Vides paral·leles.